# Kowloon Tong (métro de Hong Kong)
Kowloon Tong est une station de correspondance des lignes Kwun Tong Line et East Rail Line du métro de Hong Kong. Elle est située à Kowloon, à proximité des Nouveaux Territoires, dans le district de Kowloon City, à Hong Kong qui est une région administrative spéciale de la Chine.
Elle dispose d'une station souterraine créée en 1979 et d'une station de surface créée en 1982.

## Situation ferroviaire

Plan du métro de Hong Kong.

La station Kowloon Tong permet des correspondances entre les lignes : Kwun Tong Line et East Rail Line. Sur la Kwun Tong Line elle est établie entre la station Shek Kip Mei, en direction du terminus ouest Whampoa, et la station Lok Fu, en direction du terminus est Tiu Keng Leng. Sur la East Rail Line elle est établie entre la station Mong Kok East, en direction du terminus Admiralty, et la station Tai Wai, en direction des terminus Lo Wu et Lok Ma Chau.
La station est constituée de deux stations : la station souterraine de la Kwun Tong Line, qui dispose d'un quai central, avec portes palières, encadré par les deux voies de la ligne ; et la station, en surface, de la East Rail Line, qui dispose de deux voies encadrées par deux quais latéraux.

## Histoire
En 1910, la ligne KCR, en surface, construite par les britanniques, n'a pas de station lorsqu'elle traverse Kowloon Tong. La station souterraine Kowloon Tong, est mise en service le 1er octobre 1979, lors de l'ouverture à l'exploitation de la Tsuen Wan line, cette ligne est ensuite divisée en deux lignes, la station étant sur la partie dénommée Kwun Tong Line. C'est le 4 mai 1982 que la station de surface, dénommée Kowloon Tong est créée sur la ligne de 1910, pour être en correspondance avec la station souterraine.

## Services aux voyageurs

### Desserte

#### Kwun Tong Line station souterraine

Installations et desserte
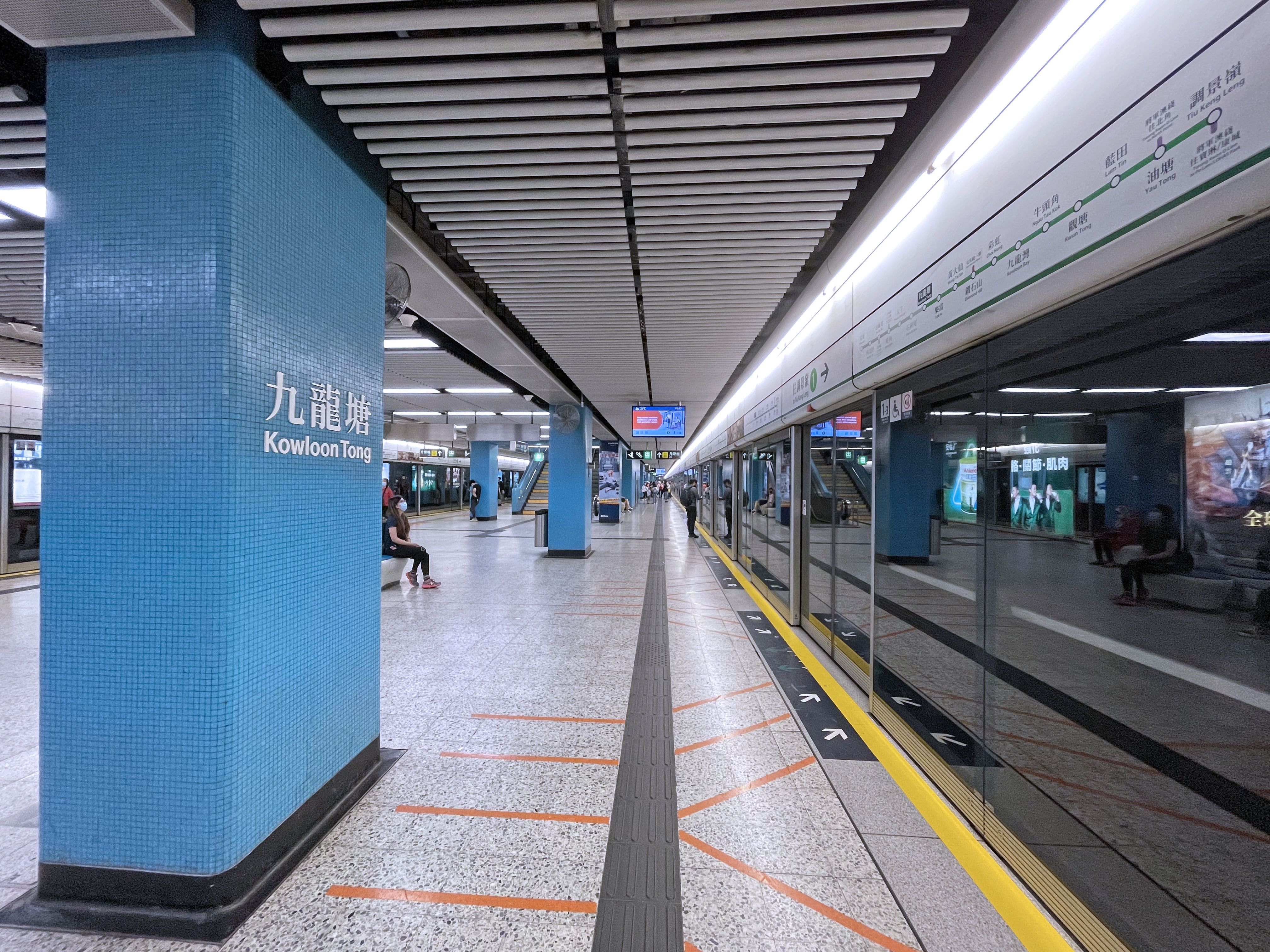
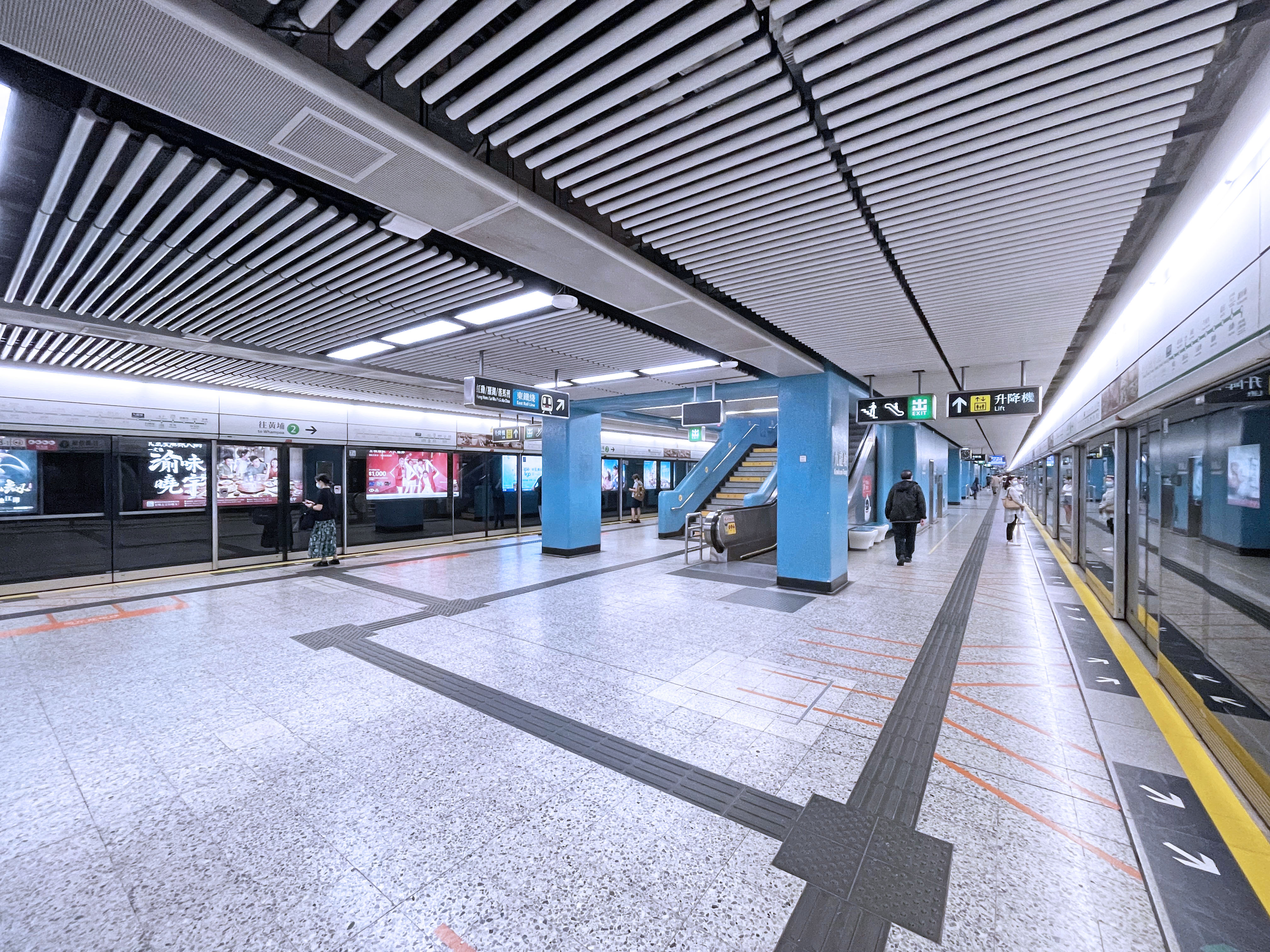
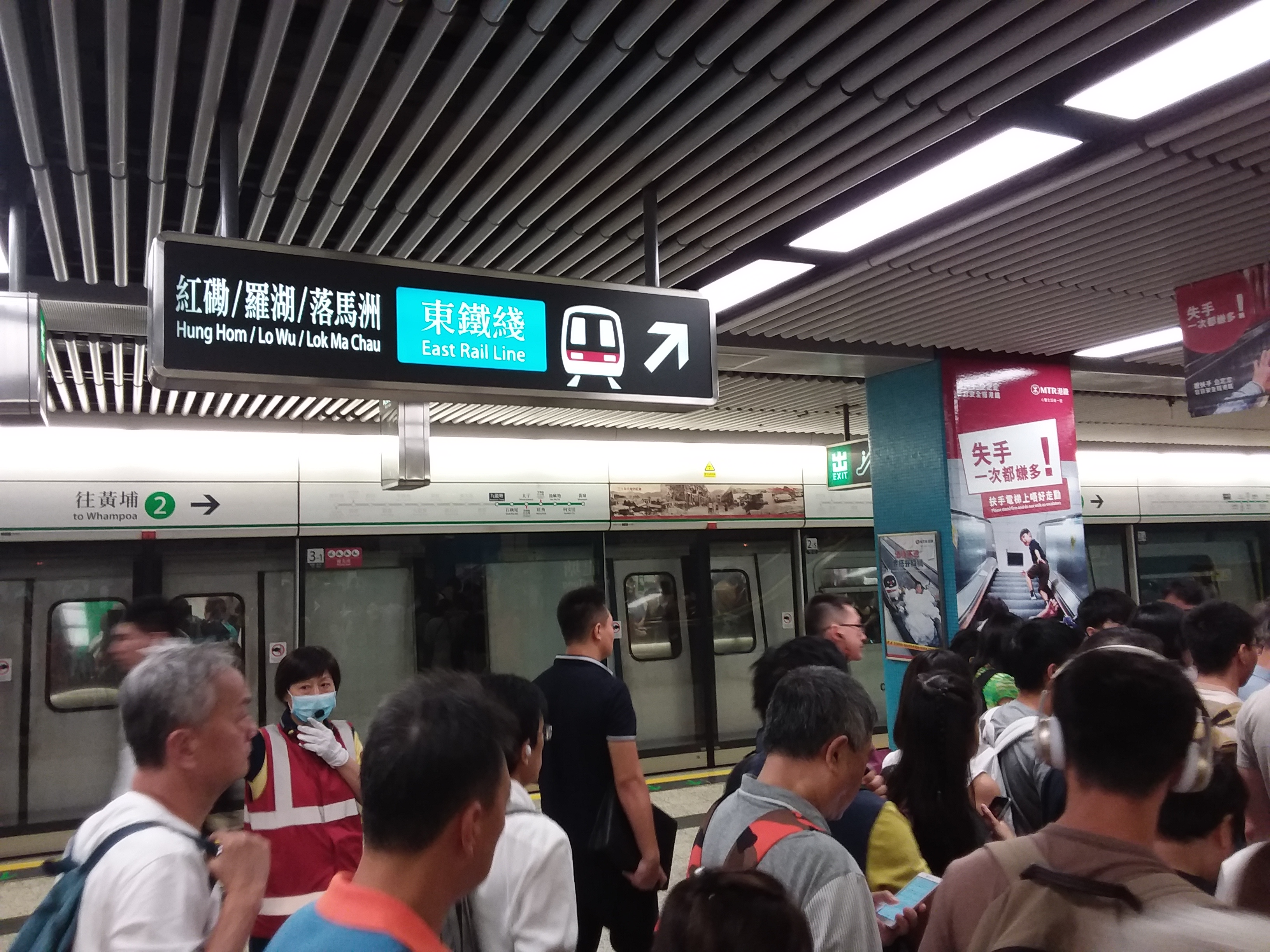

#### East Rail Line station en surface

Installations et desserte
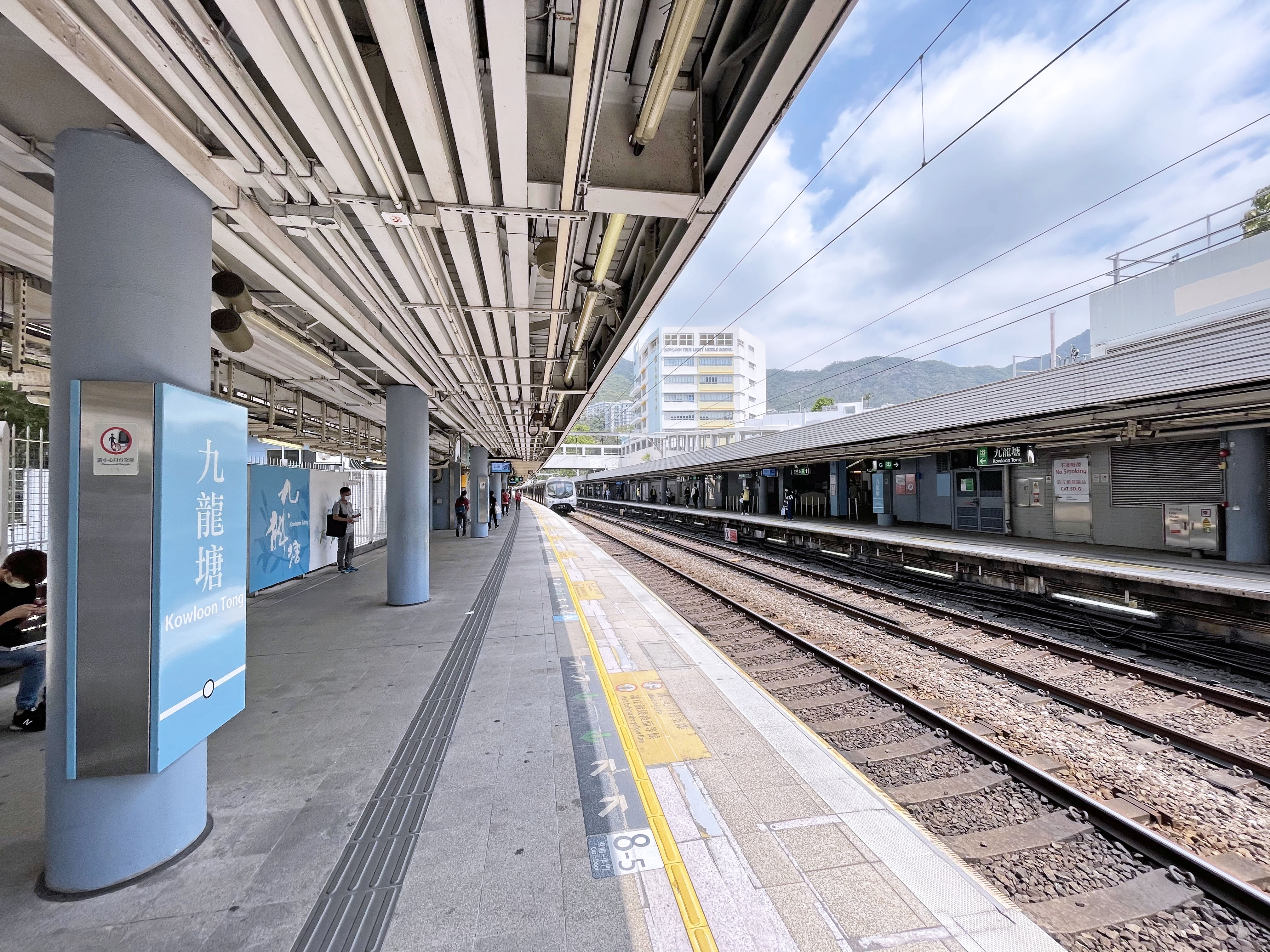
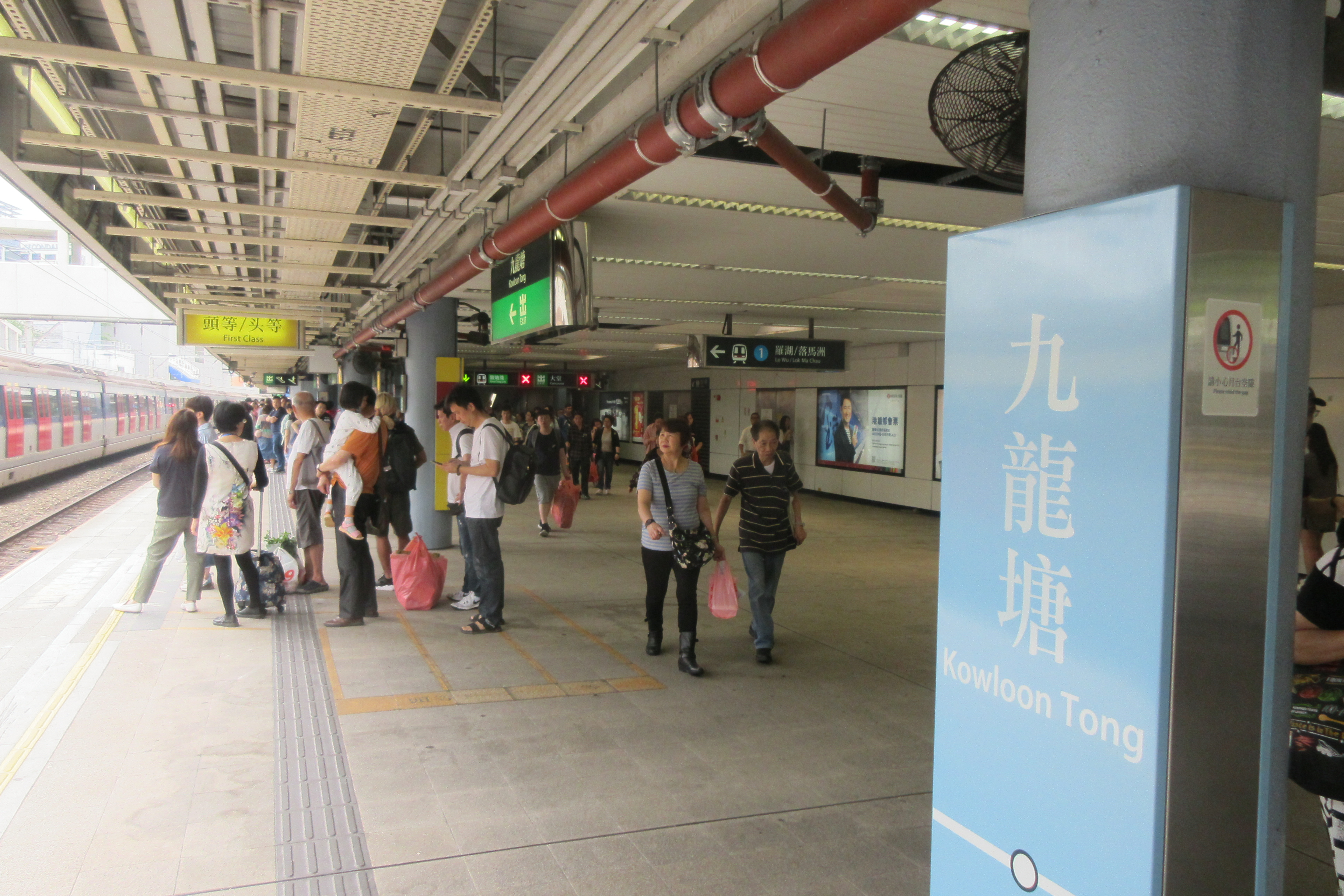
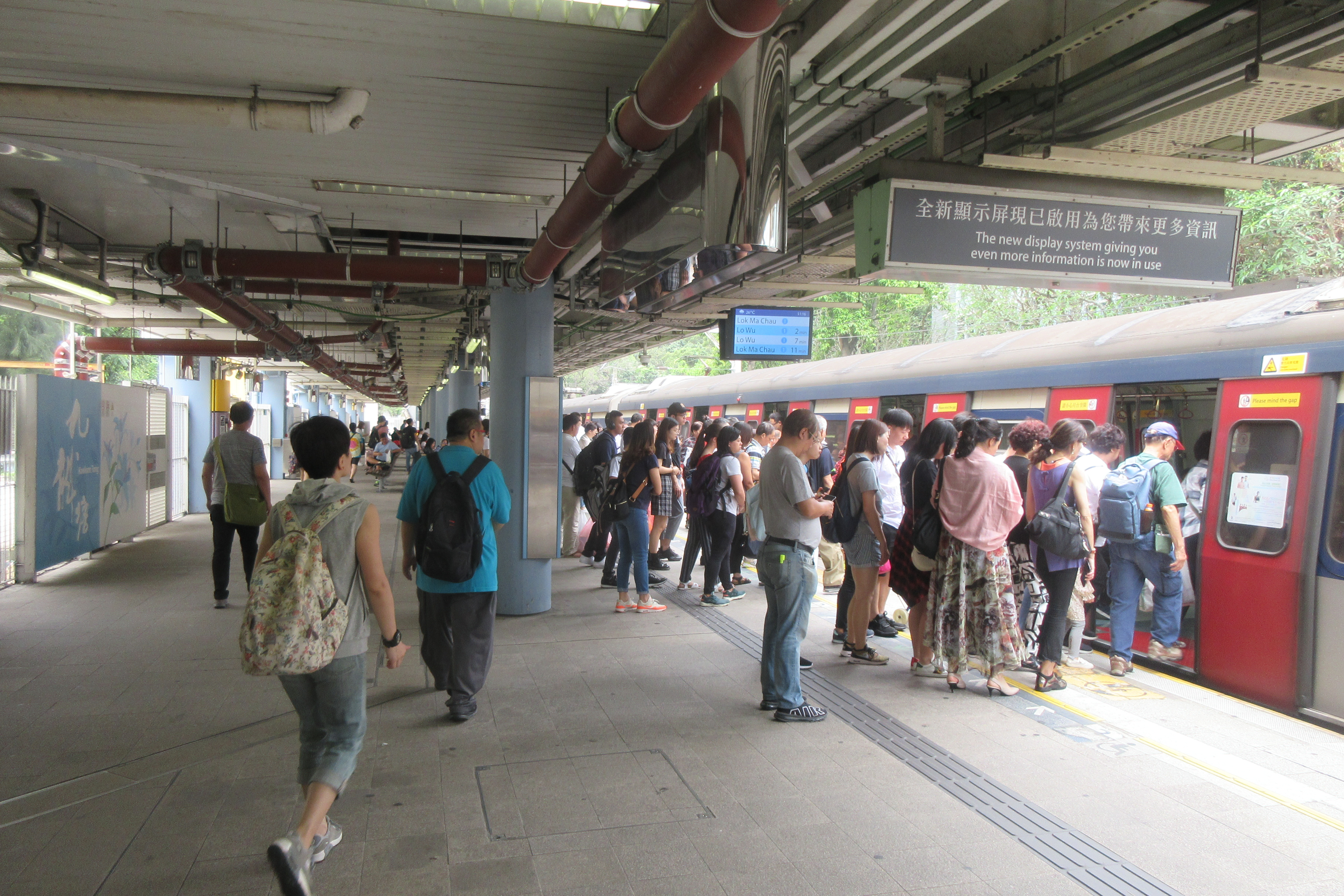

## À proximité
- Université municipale de Hong Kong
- Université baptiste de Hong Kong